# Улица Кондратенко (Санкт-Петербург)
Улица Кондрате́нко — улица в Московском районе Санкт-Петербурга. Проходит от Витебского за Люботинский проспект.

## История
Название улица Кондратенко известно с начала XX века, дано в честь генерал-лейтенанта Р. И. Кондратенко, организатора обороны Порт-Артура во время Русско-японской войны 1904—1905 годов. Параллельно существовали названия улица Кондратенки и Щигровская улица (по городу Щигры Курской области).
15 мая 1965 года присоединена часть упразднённой Пулковской улицы от Заставской улицы. Этот участок закрыт в конце 1960-х годов.

## Достопримечательности
- Автопарк № 1 ОАО «Спецтранс»
- Завод «Скания-Питер»